# George Clooney

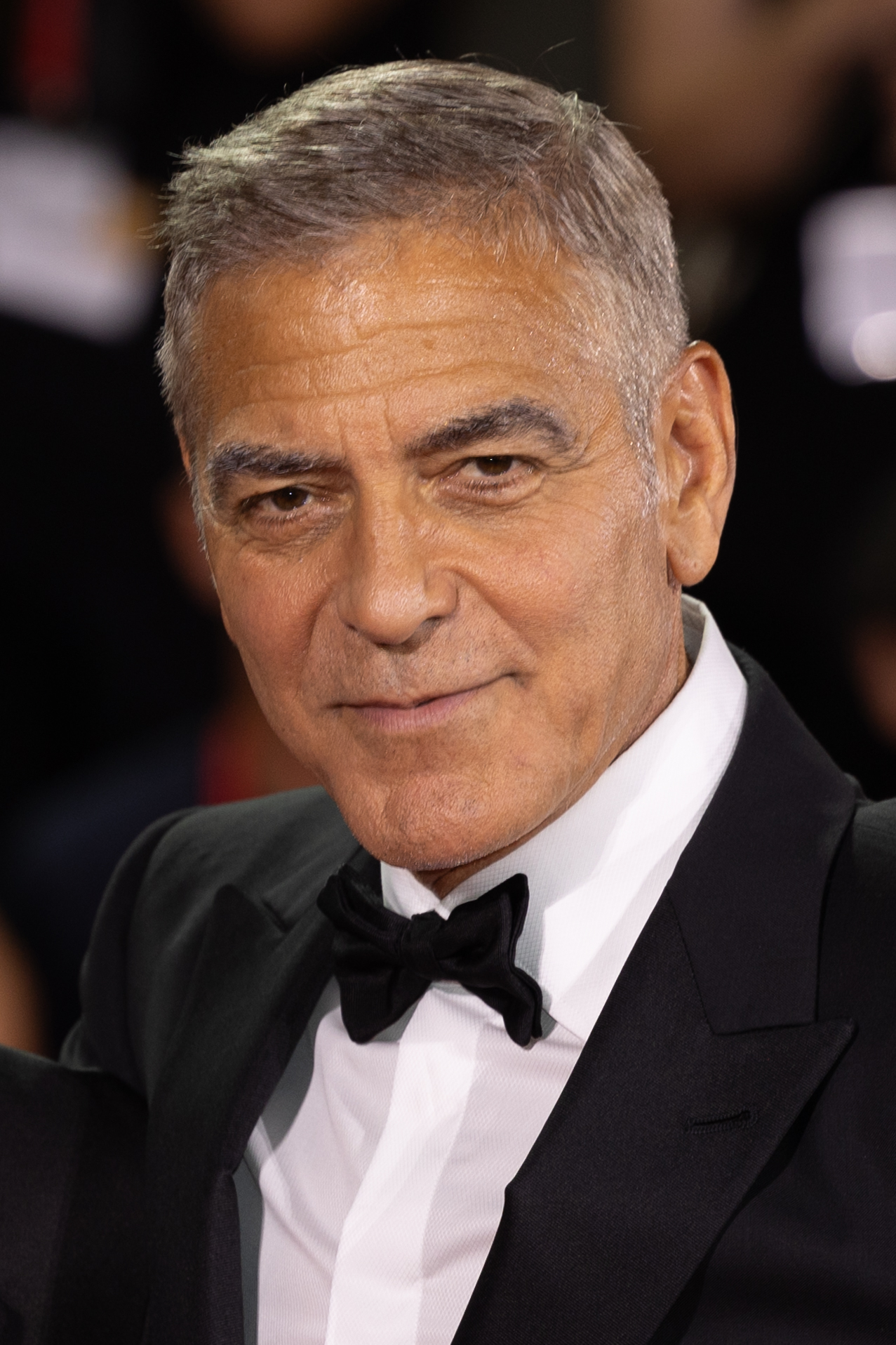
George Clooney bei den Filmfestspielen Venedig 2024

George Timothy Clooney (* 6. Mai 1961 in Lexington, Kentucky) ist ein US-amerikanischer Schauspieler, Drehbuchautor, Filmproduzent und Regisseur. 2006 wurde er für seine Rolle im Film Syriana mit dem Oscar als bester Nebendarsteller ausgezeichnet, einen weiteren Oscar erhielt er 2013 als Produzent für Argo (Kategorie Bester Film).

## Leben
Clooney wurde 1961 in Kentucky als Sohn von Nina Bruce Warren und Nicholas Joseph „Nick“ Clooney geboren; seine Schwester ist Adelia „Ada“ Zeidler. Bereits im Alter von fünf Jahren machte er erste Erfahrungen mit dem Showgeschäft, als er seinem Vater Nick, Fernsehmoderator in Illinois, bei einer Quizsendung die Texttafeln hielt.
Clooney ist der Neffe der Schauspielerin und Sängerin Rosemary Clooney, die mit dem Filmstar José Ferrer verheiratet war, sowie der Cousin deren gemeinsamen Sohns Miguel Ferrer.
Von 1979 bis 1981 besuchte Clooney die Northern Kentucky University und studierte dort Radiojournalismus, allerdings ohne Abschluss.
Von 1989 bis 1993 war er mit der Schauspielerin Talia Balsam verheiratet und zwischen 2004 und 2013 mit den Schauspielerinnen Krista Allen, Elisabetta Canalis und Stacy Keibler liiert, in jungen Jahren einige Zeit mit Dedee Pfeiffer.
Im April 2014 verlobte er sich mit der britisch-libanesischen Juristin und Menschenrechtsanwältin Amal Alamuddin. Im September 2014 heiratete das Paar in Venedig. Clooneys Ehefrau nahm seinen Nachnamen an. Im Juni 2017 bekamen sie Zwillinge. Im Jahr 2021 appellierte er an Medien, vor dem Hintergrund, dass Amal Alamuddin gegen Terroristen ermittle, auf eine Veröffentlichung von Bildern ihrer gemeinsamen Kinder zu verzichten.

### Erste Film- und Fernsehrollen
Anfang der 1980er Jahre zog es den aus einer Entertainerfamilie stammenden Clooney ins Filmgeschäft, wo er zunächst trotz der vermittelnden Hilfe seiner Tante Rosemary nur Rollen in zweitklassigen Pilotfilmen amerikanischer Fernsehserien erhielt, die mangels Erfolgs auf eine Episode beschränkt blieben. Die einzige länger dauernde Rolle in dieser Zeit hatte Clooney in der Sitcom Roseanne; in ihr spielte er in der ersten Staffel Booker Brooks, den Vorgesetzten von Roseanne und zeitweiligen Freund ihrer Schwester.
1982 debütierte Clooney als Komparse vor einer Filmkamera und trat in den späten 1980er und frühen 1990er Jahren in einigen Filmen auf – in der Regel in Nebenrollen. Die entsprechenden Werke stießen auf wenig Resonanz und wurden überwiegend als minderwertig eingestuft. Eine seiner ersten Rollen spielte Clooney beispielsweise 1988 in der niedrig budgetierten Horrorfilmparodie Die Rückkehr der Killertomaten. Mit keinem dieser Auftritte gelang es dem Schauspieler, sich im Filmgeschäft durchzusetzen oder ein größeres Publikum auf sich aufmerksam zu machen.

### Vom Fernsehschauspieler zum Filmstar

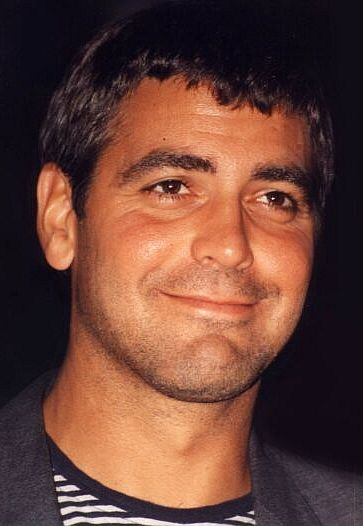
Clooney im Jahr 1995

Mitte der 1990er Jahre wurde Clooney die Rolle des Kinderarztes Doug Ross in der Krankenhausserie Emergency Room angeboten. Diese Serie, die in realistischer und dramatischer Weise den Alltag in einem Chicagoer Lehrkrankenhaus schildert und von 1994 bis 2009 lief, wurde zu einem großen internationalen Fernseherfolg. Clooney stieg damit zu einem der bekanntesten Fernsehdarsteller auf und war besonders bei den weiblichen Zuschauern beliebt. Er verkörperte die Rolle von 1994 bis 1999 in 109 Folgen (2009 absolviert er einen Gastauftritt in der Serie). Der Familiensinn der Clooneys äußerte sich auch in Gastauftritten von Rosemary Clooney und seinem Cousin Miguel Ferrer.
Clooneys internationale Fan-Gemeinde war durch Emergency Room so stark angewachsen, dass die Filmproduzenten in Hollywood ihn nicht mehr übergehen konnten. Ab 1996 etablierte sich der Schauspieler als Filmstar; er trat in einer Vielzahl unterschiedlichster Rollen auf. Großen Erfolg hatte er mit der Hauptrolle in dem von Robert Rodriguez inszenierten Film From Dusk Till Dawn (1996), der bald Kultstatus erlangte. 1996 war er an der Seite von Michelle Pfeiffer in der romantischen Komödie Tage wie dieser zu sehen. Seinen endgültigen Durchbruch hatte er 1997 in der Rolle als Batman in Batman & Robin. Im selben Jahr wurde er vom People Magazine zum „Sexiest Man Alive“ gewählt.
Clooney bewies eine Vorliebe für skurrile Rollen wie in (O Brother, Where Art Thou?) der Brüder Coen oder seines Freundes Steven Soderbergh. Er übernahm jedoch auch Hauptrollen in kommerziell ausgerichteten Filmen wie Projekt: Peacemaker (1997), in dem er als Actionheld zu sehen war. Diese Filme ernteten überwiegend negative Kritiken, während künstlerisch ambitionierte Streifen wie die Thrillerkomödie Out of Sight oder der Kriegsfilm Der schmale Grat (beide 1998) besser bewertet wurden.

### Drehbuchautor, Produzent und Regisseur
Mit dem Fernsehfilm Kilroy gab Clooney 1999 sein Debüt als Drehbuchautor. Gleichzeitig war es der erste Film, für den er als Produzent verantwortlich war. Mit Geständnisse – Confessions of a Dangerous Mind folgte 2002 sein Regiedebüt, nach einer Vorlage von Charlie Kaufman auf Basis des gleichnamigen autobiografischen Buches von Chuck Barris. Bei dem mehrfach ausgezeichneten Film Good Night, and Good Luck führte er Regie, fungierte als Kodrehbuchautor und trat selbst als Darsteller vor die Kamera. Von Februar bis Mai 2007 drehte er Ein verlockendes Spiel (im Original: Leatherheads), eine Footballkomödie, die in den 1920er Jahren angesiedelt ist. Clooney ist Koautor, Regisseur und Hauptdarsteller des Films, der im Juni 2008 in den deutschen Kinos anlief. An seiner Seite ist Renée Zellweger zu sehen.
Im Jahr 2000 gründeten Clooney und Soderbergh die Produktionsfirma Section Eight Productions, mit der sie fortan Filme produzieren wollten. Soderbergh gab Clooney 2001 auch die Hauptrolle in der Thrillerkomödie Ocean’s Eleven, die mit zahlreichen Stars (u. a. Brad Pitt, Matt Damon, Julia Roberts) besetzt ist und zu einem großen Erfolg wurde. Clooney stieg mit diesem Film zu einem der Spitzenverdiener in Hollywood auf; er erhielt eine Gage von 20 Millionen US-Dollar. Ocean’s Eleven zog 2004 und 2007 zwei Fortsetzungen nach sich, in denen Clooney ebenfalls die Hauptrolle spielt. 2006 wurde der Schauspieler zum zweiten Mal zum „Sexiest Man Alive“ ernannt. 2006 verließ er Section Eight Productions, um mit Grant Heslov die Firma Smokehouse Pictures zu gründen, die z. B. Ein verlockendes Spiel produzierte.
2011 folgte mit The Ides of March – Tage des Verrats Clooneys vierter Spielfilm als Regisseur, bei dem er auch am Drehbuch mitwirkte und eine der Hauptrollen übernahm. Die Verfilmung von Beau Willimons Theaterstück Farragut North stellt einen jungen idealistischen Pressesekretär (gespielt von Ryan Gosling) in den Mittelpunkt, der als Angestellter eines Präsidentschaftskandidaten (Clooney) bei den Vorwahlen in Ohio mit Betrug und Korruption konfrontiert wird. The Ides of March war 2011 im Wettbewerb der 68. Internationalen Filmfestspiele von Venedig und eröffnete das Festival.
Im Juni 2013 beendete Clooney im Studio Babelsberg die achtmonatigen Arbeiten für seinen Film Monuments Men – Ungewöhnliche Helden, der auf der wahren Geschichte eines Sonderkommandos aus Wissenschaftlern, Museumsdirektoren und Kunsthistorikern im Zweiten Weltkrieg basiert. Er führte bei dem in Berlin und Brandenburg gedrehten Film Regie, war Produzent und wirkte zudem als Hauptdarsteller mit. Seine nächsten Produktionen als Regisseur waren das Kriminaldrama Suburbicon (2017), zwei Folgen der Serie Catch-22 (2019) und der Science-Fiction-film The Midnight Sky (2020).

### Politisches und philanthropisches Engagement
Der überzeugte Kriegsgegner bezieht offen Stellung in seinen Rollen (z. B. Three Kings) und bei öffentlichen Auftritten, so etwa gegenüber der Außenpolitik des ehemaligen US-Präsidenten George W. Bush.
Im März 2004 sammelte Clooney Wahlkampfspenden. Er lud zu einem Fundraising-Dinner, für das die Gäste pro Kopf bis zu 2500 US-Dollar zahlten, um den Wahlkampf von Clooneys Vater Nick zu unterstützen, der mit den gesammelten 250.000 US-Dollar für das Repräsentantenhaus kandidierte. Im Januar 2008 wurde George Clooney vom Generalsekretär der Vereinten Nationen Ban Ki-moon zum UN-Botschafter des Friedens ernannt. Im April 2014 legte er dieses Amt aus beruflichen wie persönlichen Gründen nieder.
Clooney war nach eigenem Bekunden Anhänger des demokratischen Kandidaten für die US-Präsidentschaftswahl 2008, Barack Obama. Auch im Präsidentschaftswahlkampf 2012 unterstützte er Obama mit Fundraiser-Abendessen, wobei insgesamt mehr als 15 Millionen Euro gespendet wurden.
In den vergangenen Jahren reiste Clooney mehrfach in die seit 2003 von bewaffneten Auseinandersetzungen erschütterte Krisenregion Darfur im Sudan, um auf die dortige Menschenrechtslage aufmerksam zu machen. Die USA sowie andere Staaten und Weltorganisationen müssten sich in seinen Augen stärker für eine Lösung der Krise engagieren. Es handle sich um den ersten Genozid des 21. Jahrhunderts. Man könne nicht wegschauen und hoffen, dass sich das Problem von alleine löse.
Clooney engagiert sich für den Klimaschutz und setzt sich für die Förderung klimaverträglicher Technologien ein. Clooney ist Mitglied des Verwaltungsrats der von dem Schweizer Uhrenunternehmer Nicolas Hayek gegründeten Belenos Clean Power Holding, die alternative Energieerzeugungssysteme entwickelt. Er wurde 2010 im Council on Foreign Relations Mitglied auf Lebenszeit.
2010 und 2011 engagierte sich Clooney für die Unabhängigkeit des Südsudan, er initiierte das Projekt Satellite Sentinel, das mit hochauflösenden Echtzeitsatellitenbildern als Frühwarnsystem für neue Menschenrechtsverletzungen dienen soll. 2012 wurde er während einer Protestaktion vor der Sudanesischen Botschaft in Washington vorübergehend festgenommen. Für sein Engagement in Darfur wurde er 2013 mit dem Deutschen Medienpreis ausgezeichnet.
Die Clooney Foundation for Justice will erreichen, dass Menschenrechtsverletzungen auch wirklich gerichtlich aufgearbeitet werden. Sie unterstützte im Jahr 2022 Menschenrechtler und Journalisten in 40 Staaten, ein spezieller Fokus liegt auf Frauenrechten/Kriegsverbrechen (Jesiden, Kongo, Sudan, Ukraine). Anfang Juni 2024 bedrohte Dmitrij Medwedew George Clooney indirekt mit Verweis auf den Film From Dusk Till Dawn und äußerte, dieser nutze seine Stiftung, um russische Journalisten auf der ganzen Welt zu verfolgen und zu jagen. Hintergrund war, dass Clooneys Foundation for Justice (CFJ), die sich unter anderem mit der Aufarbeitung russischer Kriegsverbrechen beschäftigt, auch Haftbefehle gegen russische Propagandisten erwirken möchte.
Clooney unterstützte Hillary Clinton bei der Präsidentschaftswahl 2016 und Joe Biden bei der Präsidentschaftswahl 2020. Er veranstaltete im Juli 2020 gemeinsam mit Obama eine (wegen der COVID-Pandemie virtuelle) Spendenaktion für Biden. Clooney nannte im April 2014 den republikanischen Spender Steve Wynn „Arschloch“ und „Trottel“, nachdem die beiden eine hitzige Meinungsverschiedenheit zum Affordable Care Act hatten.
In einem Meinungsbeitrag für die New York Times vom Juli 2024 forderte Clooney Biden auf, seine Kandidatur für die Präsidentschaftswahl 2024 zurückzuziehen. Er liebe Biden, aber die Demokratische Partei werde mit ihm als Kandidat die Präsidentschaftswahl am 5. November 2024 und die Kontrolle im US-Kongress verlieren. Dies sei nicht nur seine Meinung, sondern auch die aller Senatoren, Kongressmitglieder und Gouverneure, mit denen er gesprochen habe. Die Entscheidung der Demokratischen Partei, Biden als Kandidat durch Kamala Harris zu ersetzen, wurde als ein Ergebnis von Clooneys Artikel gedeutet. Biden hatte den mit ihm befreundeten Clooney bei einer von ihm im Juni in Hollywood organisierten Fundraising-Veranstaltung nicht erkannt, wie 2025 bekannt wurde.

### Unternehmer
2013 gründete Clooney zusammen mit Rande Gerber und Mike Meldman das Tequila-Unternehmen Casamigos, das 2017 für 700 Millionen US-Dollar und erfolgsabhängige Prämien an den Spirituosenhersteller Diageo verkauft wurde.

## Filmografie

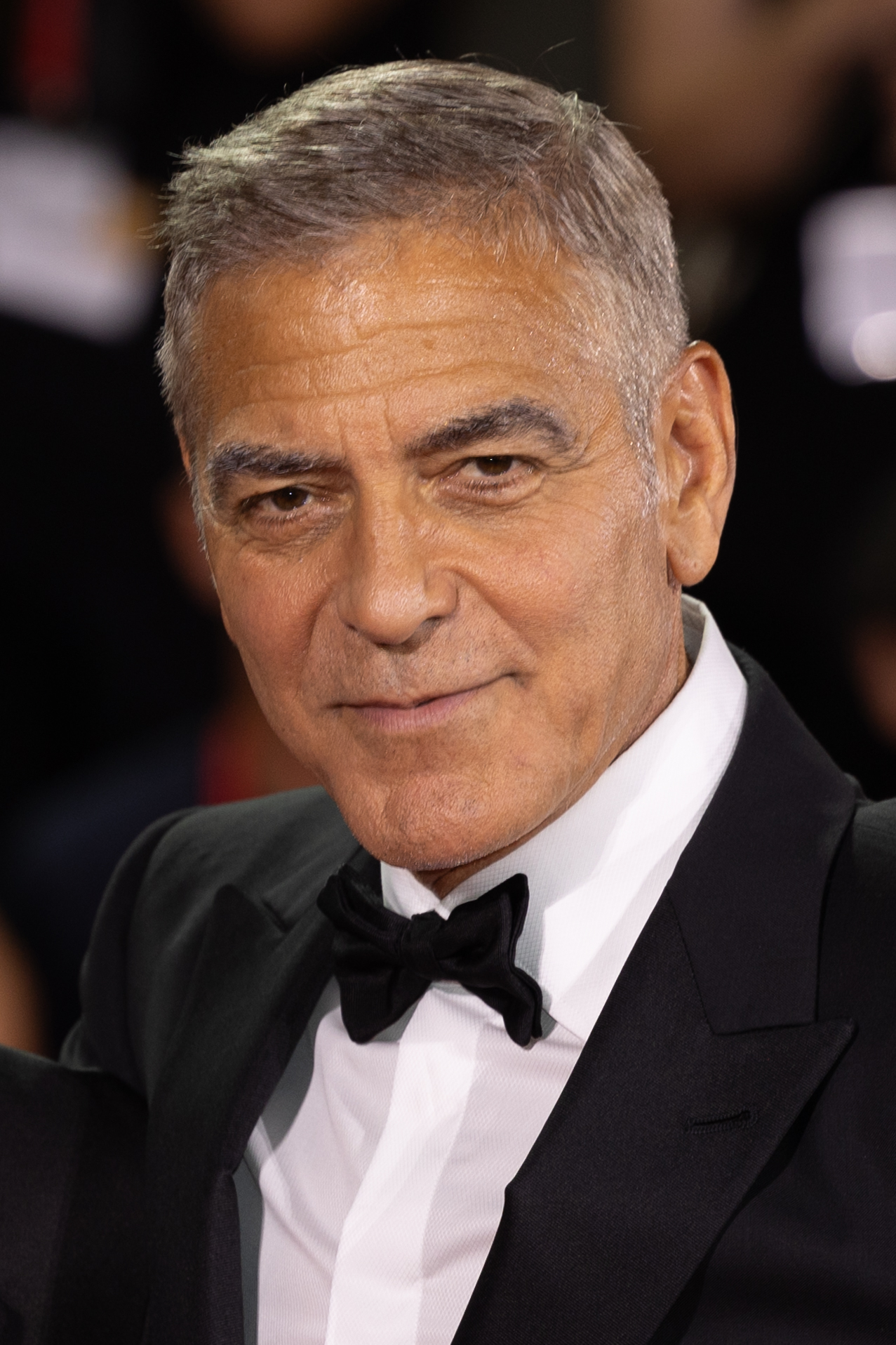
Clooney im Jahr 2024

### Schauspieler

#### Spielfilme
- 1986: Combat Academy (Combat High)
- 1987: Return to Horror High
- 1988: Die Rückkehr der Killertomaten (Return of the Killer Tomatoes)
- 1990: Red Surf
- 1990: Sunset Beat – Die Undercover-Cops
- 1993: Blutige Ernte – The Harvest (The Harvest)
- 1996: Tage wie dieser (One Fine Day)
- 1996: From Dusk Till Dawn
- 1997: Batman & Robin
- 1997: Projekt: Peacemaker (The Peacemaker)
- 1998: Out of Sight
- 1998: Der schmale Grat (The Thin Red Line)
- 1998: Waiting for Woody (Kurzfilm)
- 1999: South Park: Der Film – größer, länger, ungeschnitten (South Park: Bigger, Longer & Uncut)
- 1999: Three Kings – Es ist schön König zu sein (Three Kings)
- 2000: Der Sturm (The Perfect Storm)
- 2000: O Brother, Where Art Thou? – Eine Mississippi-Odyssee
- 2000: Fail Safe – Befehl ohne Ausweg (Fail Safe)
- 2001: Ocean’s Eleven
- 2001: Spy Kids
- 2002: Solaris
- 2002: Geständnisse – Confessions of a Dangerous Mind (Confessions of a Dangerous Mind)
- 2002: Safecrackers oder Diebe haben’s schwer (Welcome to Collinwood)
- 2003: Mission 3D (SpyKids 3D)
- 2003: Ein (un)möglicher Härtefall (Intolerable Cruelty)
- 2004: Ocean’s 12 (Ocean’s Twelve)
- 2005: Good Night, and Good Luck
- 2005: Syriana
- 2007: The Good German – In den Ruinen von Berlin (The Good German)
- 2007: Ocean’s 13 (Ocean’s Thirteen)
- 2007: Michael Clayton
- 2008: Ein verlockendes Spiel (Leatherheads)
- 2008: Burn After Reading – Wer verbrennt sich hier die Finger? (Burn After Reading)
- 2009: Der fantastische Mr. Fox (Fantastic Mr. Fox, Stimme)
- 2009: Up in the Air
- 2009: Männer, die auf Ziegen starren (The Men Who Stare at Goats)
- 2010: The American
- 2011: The Ides of March – Tage des Verrats (The Ides of March)
- 2011: The Descendants – Familie und andere Angelegenheiten (The Descendants)
- 2013: Gravity
- 2014: Monuments Men – Ungewöhnliche Helden (The Monuments Men)
- 2014: Annie
- 2015: A World Beyond (Tomorrowland)
- 2015: A Very Murray Christmas
- 2016: Hail, Caesar!
- 2016: Money Monster
- 2020: Grizzly II: Revenge (Grizzly II: The Predator) [1983 gedreht]
- 2020: The Midnight Sky
- 2022: Ticket ins Paradies (Ticket to Paradise)
- 2023: The Flash
- 2024: IF: Imaginäre Freunde (IF, Stimme)
- 2024: Wolfs

#### Fernsehserien
- 1984: Trio mit vier Fäusten (Riptide, Folge 2x01: Unheilvoller Besuch)
- 1985: Street Hawk (Folge 1x02: Der beste Freund)
- 1985: Die Fälle des Harry Fox (Crazy Like a Fox, Folge 1x12: Der Sündenbock)
- 1985–1986: Facts of Life
- 1986: Throb
- 1986: Hotel (Folge 3x13)
- 1987: Golden Girls (Folge 2x24: Tatort Miami)
- 1987: Mord ist ihr Hobby (Murder, She Wrote, Folge 3x19: Ein mörderisches Wiedersehen)
- 1987: Hunter (Folge 3x15)
- 1988–1991: Roseanne
- 1992–1993: Mord ohne Spuren (Bodies Of Evidence)
- 1993–1994: Ein Strauß Töchter (Sisters)
- 1994–1999, 2009: Emergency Room – Die Notaufnahme (ER, 107 Episoden)
- 1995: Friends (Folge 1x17 – Der Zweiteiler – Teil 2)
- 2019: Catch-22 (Miniserie, drei Folgen)

#### Theater
- 2025 Good Night, and Good Luck am Broadway

#### Werbung
- 2006–2013;[33] seit 2015:[34] Nespresso und Omega SA

### Regie
- 2002: Geständnisse – Confessions of a Dangerous Mind (Confessions of a Dangerous Mind)
- 2005: Unscripted (Fernsehserie, fünf Folgen)
- 2005: Good Night, and Good Luck
- 2008: Ein verlockendes Spiel (Leatherheads)
- 2011: The Ides of March – Tage des Verrats (The Ides of March)
- 2014: Monuments Men – Ungewöhnliche Helden (The Monuments Men)
- 2017: Suburbicon
- 2019: Catch-22 (Miniserie, zwei Folgen)
- 2020: The Midnight Sky
- 2021: The Tender Bar
- 2023: The Boys in the Boat

### Produzent
- 2005: Wo die Liebe hinfällt … (Rumor Has It…)
- 2005: The Jacket
- 2006: A Scanner Darkly – Der dunkle Schirm (A Scanner Darkly)
- 2012: Argo
- 2013: Im August in Osage County (August: Osage County)
- 2014: Monuments Men – Ungewöhnliche Helden (The Monuments Men)
- 2015: Our Brand Is Crisis
- 2016: Money Monster
- 2017: Suburbicon
- 2019: Catch-22 (Miniserie)
- 2020: The Midnight Sky
- 2021: The Tender Bar
- 2022: Ticket ins Paradies (Ticket to Paradise)
- 2023: The Boys in the Boat
- 2024: Wolfs
- 2024: The Agency (Serie, leitender Produzent)

## Auszeichnungen (Auswahl)
George Clooney hat durch sein umfangreiches Wirken im Filmgeschäft eine Vielzahl von Nominierungen und Auszeichnungen erhalten. Überwiegend erhielt er diese für seine schauspielerischen Leistungen, aber auch seine Arbeiten als Produzent und Regisseur wurden prämiert.
Oscar
- 2006: Ausgezeichnet in der Kategorie Bester Nebendarsteller für Syriana
- 2006: Nominiert in der Kategorie Beste Regie für Good Night, and Good Luck.
- 2006: Nominiert in der Kategorie Bestes Originaldrehbuch für Good Night, and Good Luck. (gemeinsam mit Grant Heslov)
- 2008: Nominiert in der Kategorie Bester Hauptdarsteller für Michael Clayton
- 2010: Nominiert in der Kategorie Bester Hauptdarsteller für Up in the Air
- 2012: Nominiert in der Kategorie Bester Hauptdarsteller für The Descendants – Familie und andere Angelegenheiten
- 2012: Nominiert in der Kategorie Bestes adaptiertes Drehbuch für The Ides of March (gemeinsam mit Grant Heslov und Beau Willimon)
- 2013: Ausgezeichnet in der Kategorie Bester Film für Argo (gemeinsam mit Grant Heslov und Ben Affleck)

Golden Globe Award
- 1996: Nominiert in der Kategorie Bester Serien-Hauptdarsteller – Drama für Emergency Room
- 1997: Nominiert in der Kategorie Bester Serien-Hauptdarsteller – Drama für Emergency Room
- 1998: Nominiert in der Kategorie Bester Serien-Hauptdarsteller – Drama für Emergency Room
- 2001: Ausgezeichnet in der Kategorie Bester Hauptdarsteller – Komödie oder Musical für O Brother, Where Art Thou? – Eine Mississippi-Odyssee
- 2006: Ausgezeichnet in der Kategorie Bester Nebendarsteller für Syriana
- 2006: Nominiert in der Kategorie Beste Regie für Good Night, and Good Luck.
- 2006: Nominiert in der Kategorie Bestes Filmdrehbuch für Good Night, and Good Luck. (gemeinsam mit Grant Heslov)
- 2008: Nominiert in der Kategorie Bester Hauptdarsteller – Drama für Michael Clayton
- 2010: Nominiert in der Kategorie Bester Hauptdarsteller – Drama für Up in the Air
- 2012: Ausgezeichnet in der Kategorie Bester Hauptdarsteller – Drama für The Descendants – Familie und andere Angelegenheiten
- 2012: Nominiert in der Kategorie Beste Regie für The Ides of March
- 2012: Nominiert in der Kategorie Bestes Filmdrehbuch für The Ides of March (gemeinsam mit Grant Heslov und Beau Willimon)
- 2015: Ausgezeichnet Cecil B. deMille Award für sein Lebenswerk

Primetime Emmy Award
- 1995: Nominiert in der Kategorie Bester Hauptdarsteller in einer Dramaserie für Emergency Room
- 1996: Nominiert in der Kategorie Bester Hauptdarsteller in einer Dramaserie für Emergency Room
- 2010: Nominiert in der Kategorie Outstanding Variety, Music or Comedy Special für Hope for Haiti Now: A Global Benefit for Earthquake Relief
- 2010: Ausgezeichnet mit dem Bob Hope Humanitarian Award (Sonderpreis)

British Academy Film Award
- 2006: Nominiert in der Kategorie Bester Nebendarsteller für Syriana
- 2006: Nominiert in der Kategorie Bester Nebendarsteller für Good Night, and Good Luck.
- 2006: Nominiert in der Kategorie Beste Regie für Good Night, and Good Luck.
- 2008: Nominiert in der Kategorie Bester Hauptdarsteller für Michael Clayton
- 2010: Nominiert in der Kategorie Bester Hauptdarsteller für Up in the Air
- 2012: Nominiert in der Kategorie Bester Hauptdarsteller für The Descendants – Familie und andere Angelegenheiten
- 2012: Nominiert in der Kategorie Bestes adaptiertes Drehbuch für The Ides of March (gemeinsam mit Grant Heslov und Beau Willimon)
- 2013: Ausgezeichnet in der Kategorie Bester Film für Argo (gemeinsam mit Grant Heslov und Ben Affleck)

Screen Actors Guild Award
- 1995: Nominiert in der Kategorie Bestes Schauspielensemble in einer Dramaserie für Emergency Room – Die Notaufnahme (gemeinsam mit der restlichen Besetzung)
- 1996: Ausgezeichnet in der Kategorie Bestes Schauspielensemble in einer Dramaserie für Emergency Room – Die Notaufnahme (gemeinsam mit der restlichen Besetzung)
- 1997: Ausgezeichnet in der Kategorie Bestes Schauspielensemble in einer Dramaserie für Emergency Room – Die Notaufnahme (gemeinsam mit der restlichen Besetzung)
- 1998: Ausgezeichnet in der Kategorie Bestes Schauspielensemble in einer Dramaserie für Emergency Room – Die Notaufnahme (gemeinsam mit der restlichen Besetzung)
- 1999: Ausgezeichnet in der Kategorie Bestes Schauspielensemble in einer Dramaserie für Emergency Room – Die Notaufnahme (gemeinsam mit der restlichen Besetzung)

Saturn Award
- 1996: Ausgezeichnet in der Kategorie Bester Hauptdarsteller für From Dusk Till Dawn
- 2003: Nominiert in der Kategorie Bester Hauptdarsteller für Solaris
- 2011: Nominiert in der Kategorie Bester Hauptdarsteller für The American
- 2013: Nominiert in der Kategorie Bester Nebendarsteller für Gravity

Weitere Ehrungen:
- 1997: „Sexiest Man Alive“ in der Umfrage der Zeitschrift People
- 2000: Goldene Kamera
- 2004: Ehrenbürger des italienischen Ortes Laglio (seit 2003 sein Zweitwohnsitz)
- 2006: „Sexiest Man Alive“ in der Umfrage der Zeitschrift People
- 2007: Friedenspreis „Man for Peace“
- 2008: „Goldenes Herz“ für sein politisches und soziales Engagement
- 2008: Friedensbotschafter der Vereinten Nationen
- 2012: Deutscher Medienpreis
- 2014: Benennung eines Asteroiden nach ihm: (22903) Georgeclooney
- 2018: AFI Life Achievement Award[36]
- 2024: Mitglied der American Academy of Arts and Sciences

## Synchronstimme
Seine deutsche Synchronstimme war von 1995 bis 2020 Detlef Bierstedt. Zwischen 2001 und 2007 sowie seit 2022, vor allem in den Filmen, bei denen Steven Soderbergh Regie führt, spricht ihn Martin Umbach. In From Dusk Till Dawn wurde er von Bernd Rumpf synchronisiert.